# Tirà terrestre de la puna
El tirà terrestre de la puna (Muscisaxicola juninensis) és un ocell de la família dels tirànids (Tyrannidae).

## Hàbitat i distribució
Habita zones obertes i vessants pedregosos dels Andes del Perú, oest de Bolívia, nord de Xile i nord-oest de l'Argentina.